# Aline Charigot
Aline Victorine Charigot (Essoyes, 23 de maio de 1859 - Nice, 27 de junho de 1915) foi modelo de Pierre-Auguste Renoir e mais tarde se tornou sua esposa, continuando a ser modelo para ele e depois cuidando dele quando ficou com deficiência. Ela é retratada em muitas de suas pinturas ao longo de muitos anos, mais famosa no O Almoço dos Barqueiros, no início da década de 1880 (onde ela é a mulher à esquerda com o cachorrinho), e em La Baigneuse blonde. Eles tiveram três filhos juntos, dois dos quais, Pierre e Jean, tiveram carreiras distintas no cinema, e o terceiro, Claude, tornou-se um artista de cerâmica. Pierre teve um filho, Claude, que se tornou um conhecido diretor de fotografia. Ela morreu antes do marido idoso. 

## Biografia
Aline Victorine Charigot nasceu em 23 de maio de 1859 em uma família de agricultores que cultivava uvas em Essoyes, no departamento de Aube, na França. Quando ela ainda era bebê, seu pai foi para a América e sua mãe se mudou, deixando Aline para ser cuidada por sua tia e tio. Ela recebeu pouca educação. Em 1874, seguiu a mãe para Montmartre, Paris, onde trabalhou como costureira. Por volta de 1880, ela conheceu Auguste Renoir, quando tinha vinte e ele quase quarenta, e começou a modelar para ele. Ela deu à luz seu primeiro filho, Pierre, em 1885 e eles se casaram em Paris em 14 de abril de 1890. Eles tiveram dois outros filhos, Jean nascido em 1894 e Claude nascido em 1901.
Desde 1888, o casal passou progressivamente mais tempo morando em Essoyes, comprando uma casa lá em 1896. Em 1903, eles se mudaram para Cagnes-sur-Mer, construindo uma nova casa, Les Collettes, entre 1905 e 1909.
Pierre tornou-se um proeminente ator de teatro e cinema; Jean se tornou um famoso ator e autor de filmes; e Claude se tornou um artista de cerâmica. Pierre teve um filho Claude (neto de Aline e Auguste) que se tornou o conhecido diretor de fotografia.
Após o nascimento de Claude, ela desenvolveu diabetes, mas escondeu isso do marido. Pierre e Jean foram convocados para o exército na Primeira Guerra Mundial e ambos ficaram feridos, Jean gravemente. Aline morreu de ataque cardíaco em Nice, em 27 de junho de 1915, depois de uma visita a Jean, precedendo o marido idoso e deficiente em quatro anos. Ela foi enterrada no sul da França e seus restos mortais foram transferidos para Essoyes para ficar ao lado de sua mãe.

## Personalidade

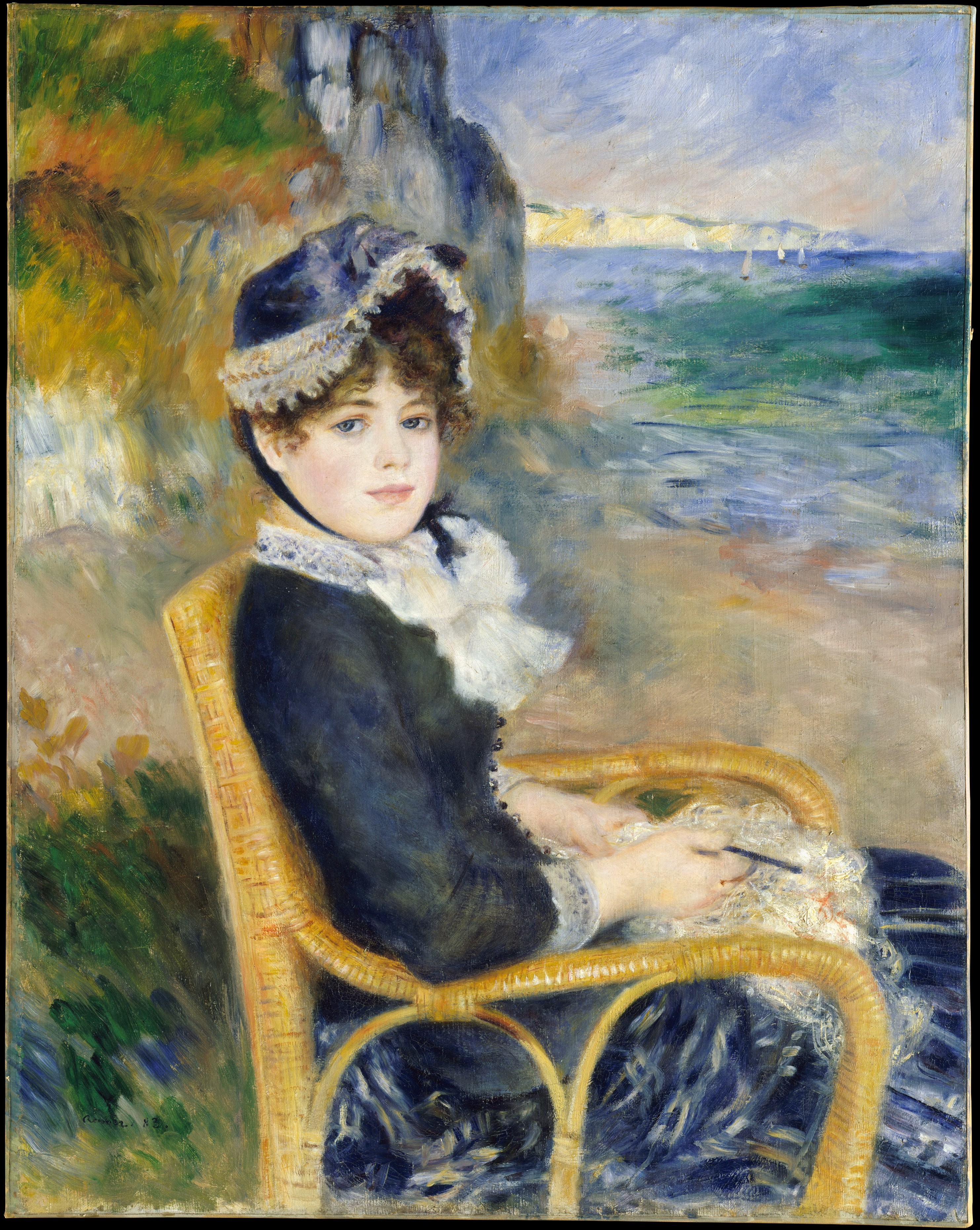
À beira-mar, 1883

Charigot amava as artes - tocou piano e decorou seu quarto com pinturas de Johan Jongkind. Segundo Ambroise Vollard, em 1907 ela projetou e administrou a construção da nova vila dos Renoirs em Cagnes-sur-Mer. Ela cuidou de seus filhos quando eles cresceram e supervisionou suas várias babás e criadas, notáveis entre as quais estava sua prima Gabrielle Renard. Isso se tornou muito importante quando a artrite reumatóide de Renoir se tornou grave à medida que envelhecia. Ela era loira e se tornara confortavelmente gorda desde muito jovem. A biógrafa de Renoir, Barbara White, descreve a aparência do modelo na Banhista Loira de 1881 como "rotundo" e os retratos de 1885 e 1886 sendo de uma mulher curvilínea.

## Modelagem
Charigot modelou as pinturas, esculturas e desenhos de Renoir durante um longo período de 1880 a 1915. Ela só se sentou para três retratos de seu marido, mas ela apareceu em muitas das pinturas dele. Na década de 1880, ela foi o principal modelo de Renoir no período em que ele mudou sua maneira de pintar figuras para um estilo "ingresco".
Após sua morte, Renoir fez uma escultura em terracota de Aline como uma maquete para um monumento para seu túmulo. Por causa de sua artrite, ele supervisionou o escultor Richard Guino na modelagem, baseado na pintura de 1885 dela amamentando seu primeiro filho (veja abaixo). O monumento nunca foi criado, mas o trabalho foi usado como base para um busto de bronze colocado em seu túmulo.

## Galeria
Esta lista inclui os principais trabalhos de Renoir incluindo Aline Charigot. Algumas pinturas foram feitas em várias versões semelhantes - nesses casos, uma representante foi escolhida. 

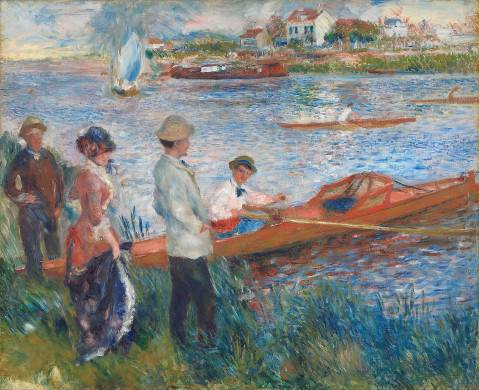
Remos em Chatou, 1879
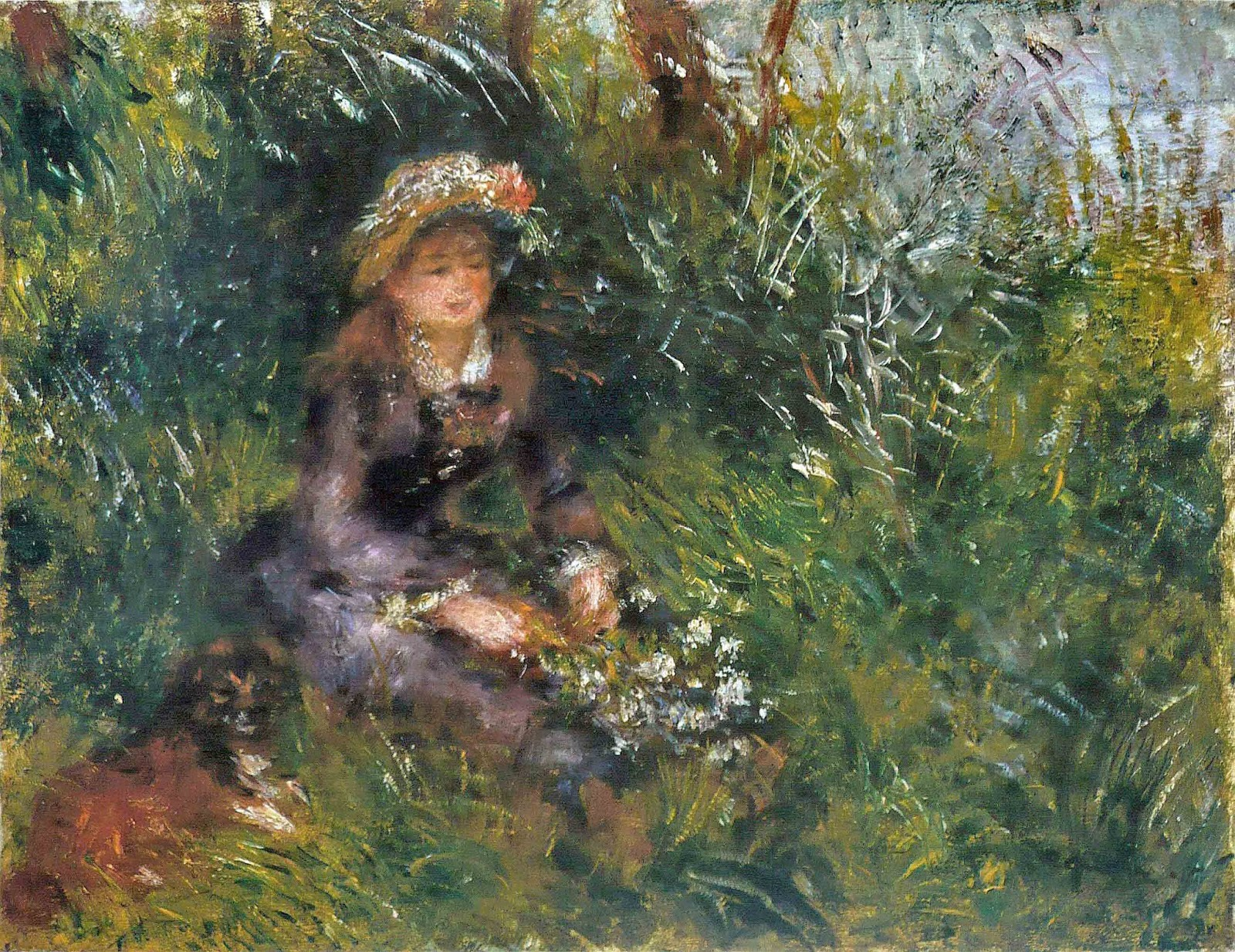
Madame Renoir com um cachorro, 1880
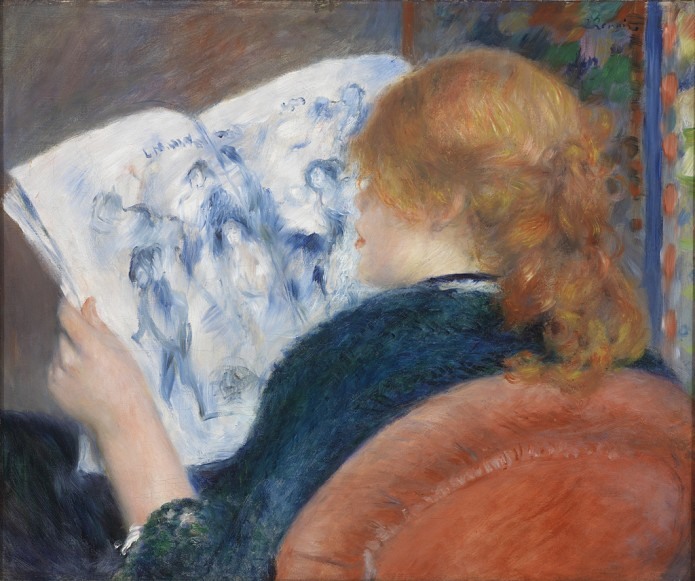
Jovem lendo um jornal ilustrado, 1880
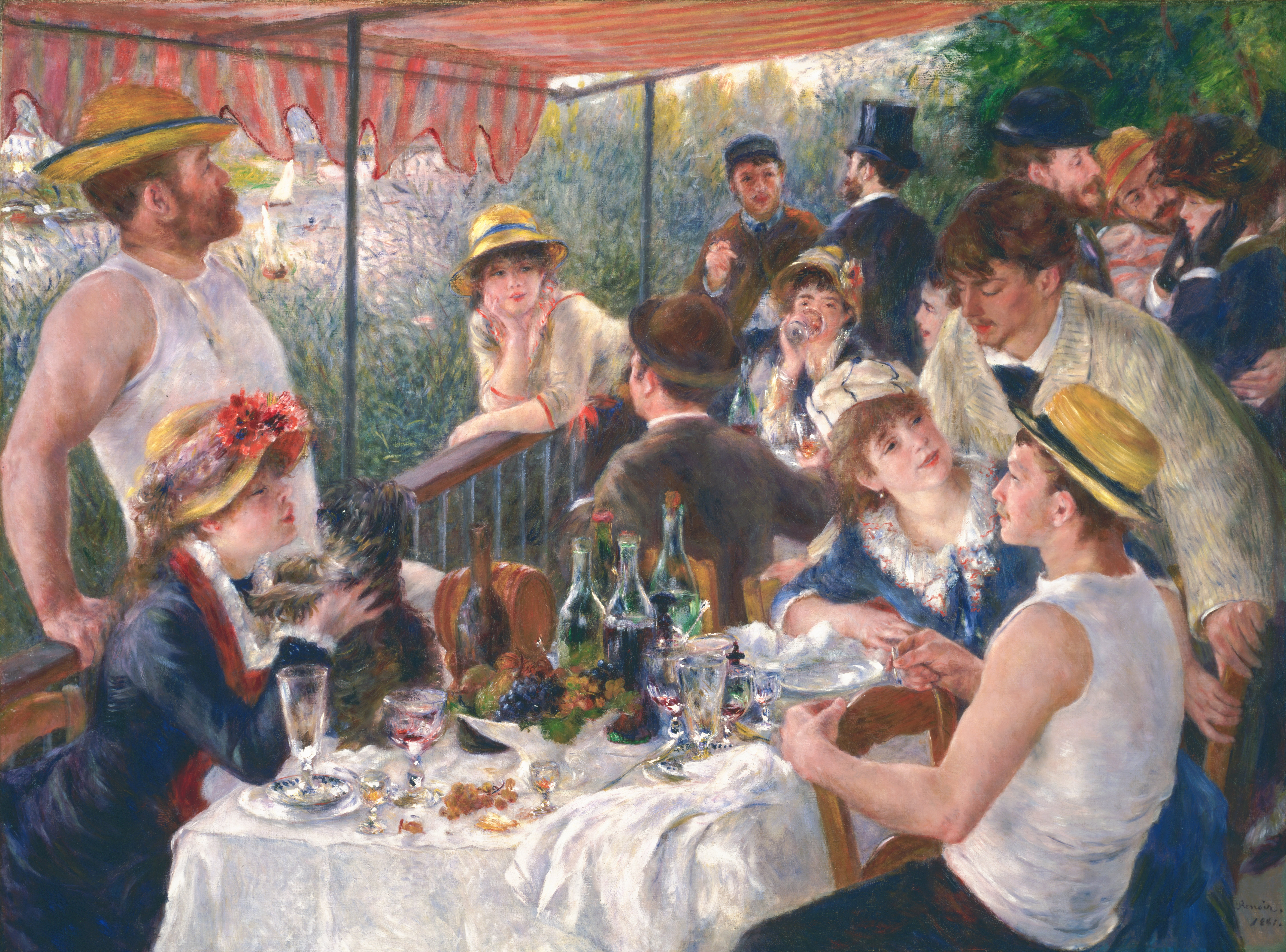
Almoço do Partido Náutico, 1880-1881
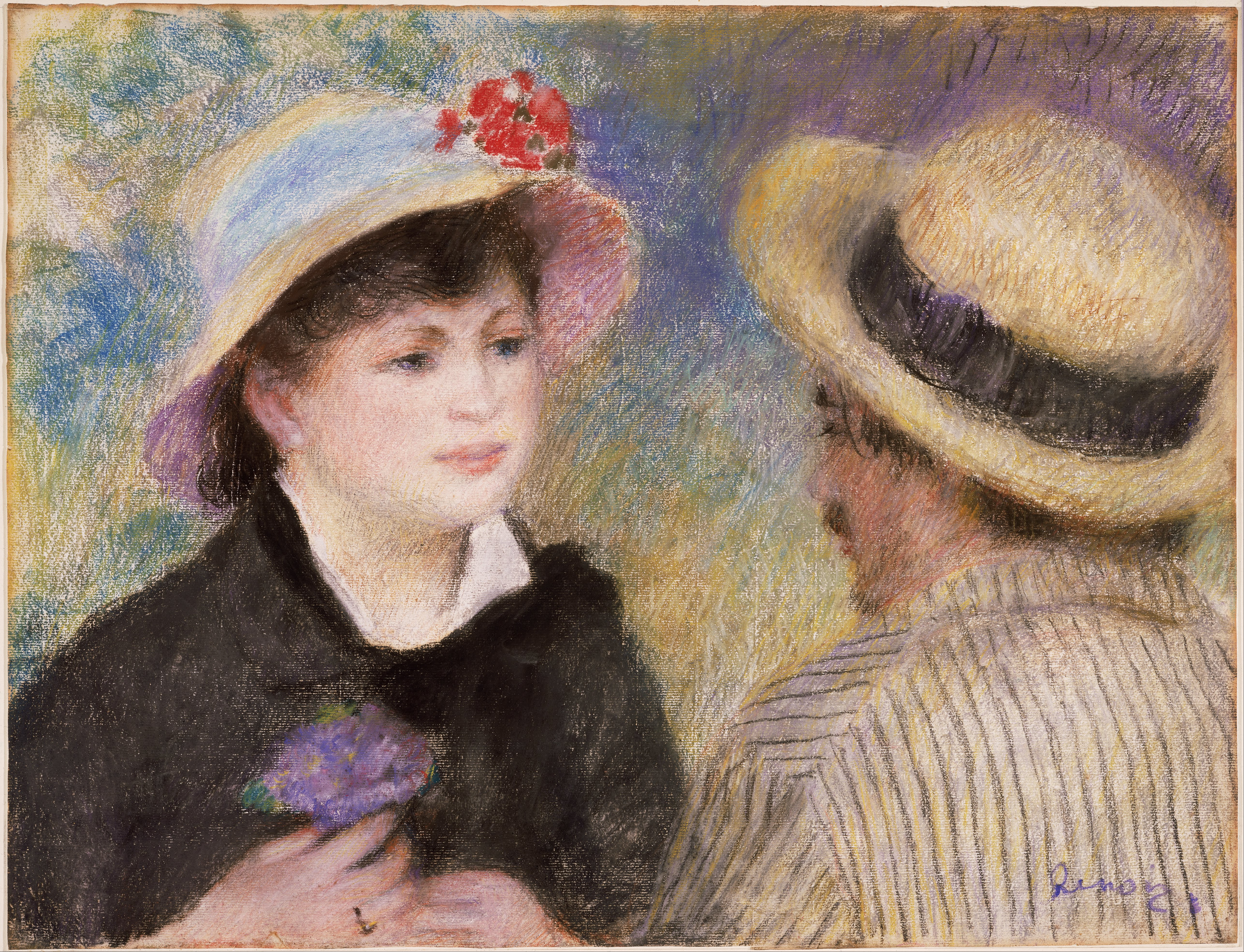
Casal de barco, 1881  Também conhecido como Aline Charigot e Renoir .
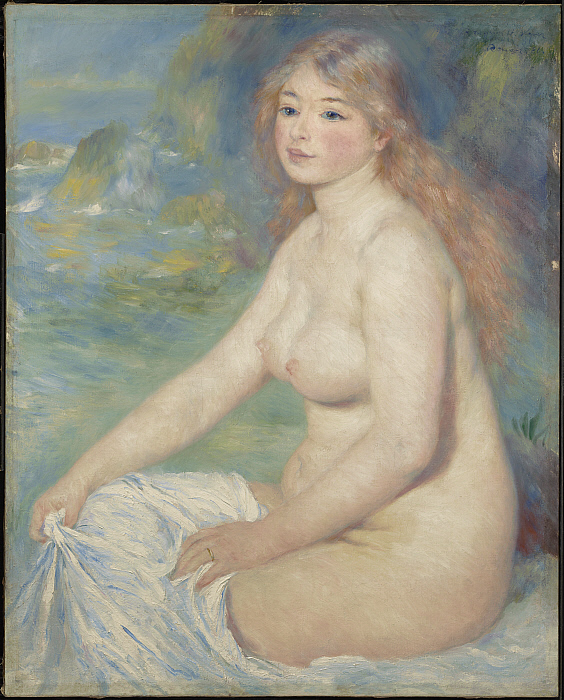
Banhista loiro, 1881
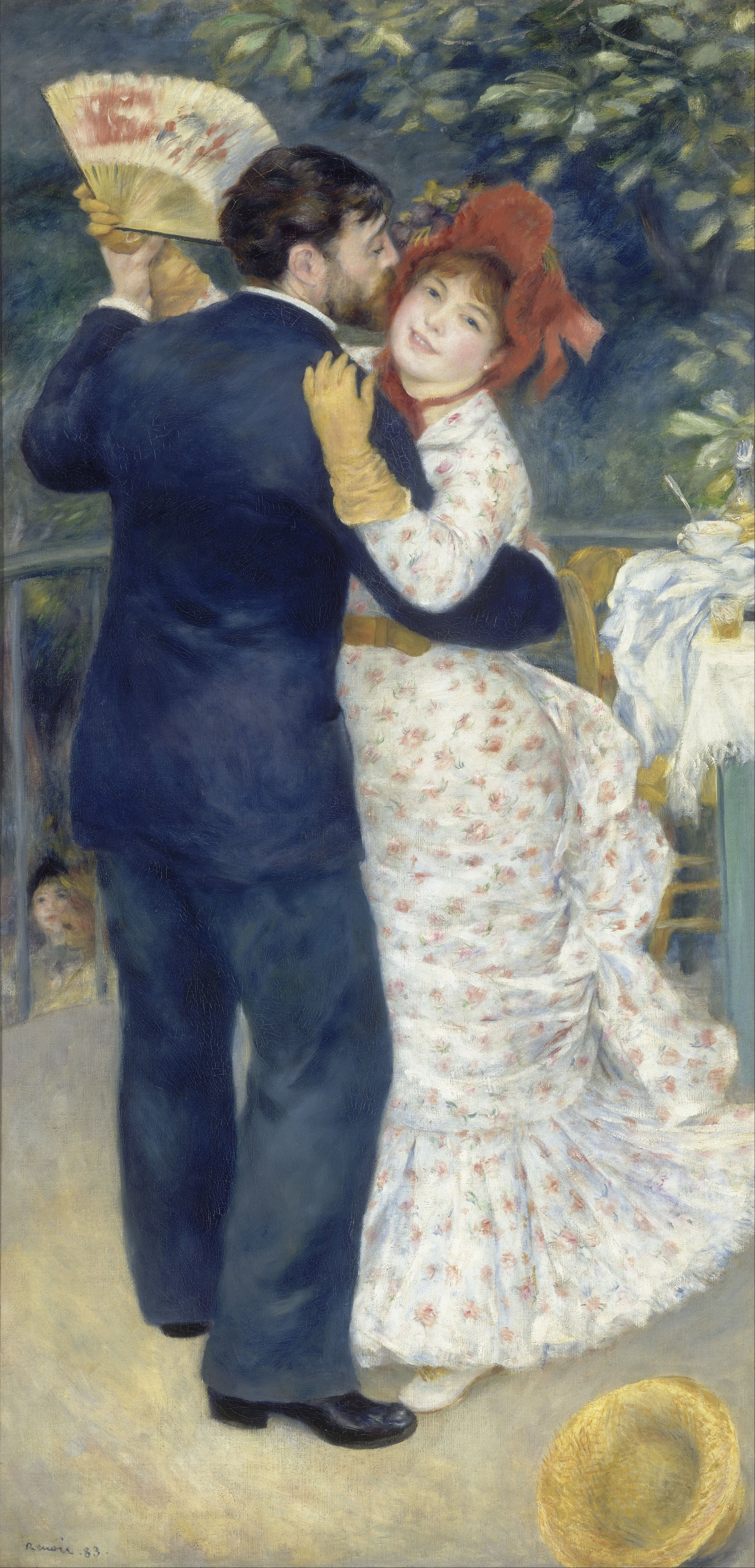
Dance in the Country, 1883  Suzanne Valadon posou para Dance in the City .
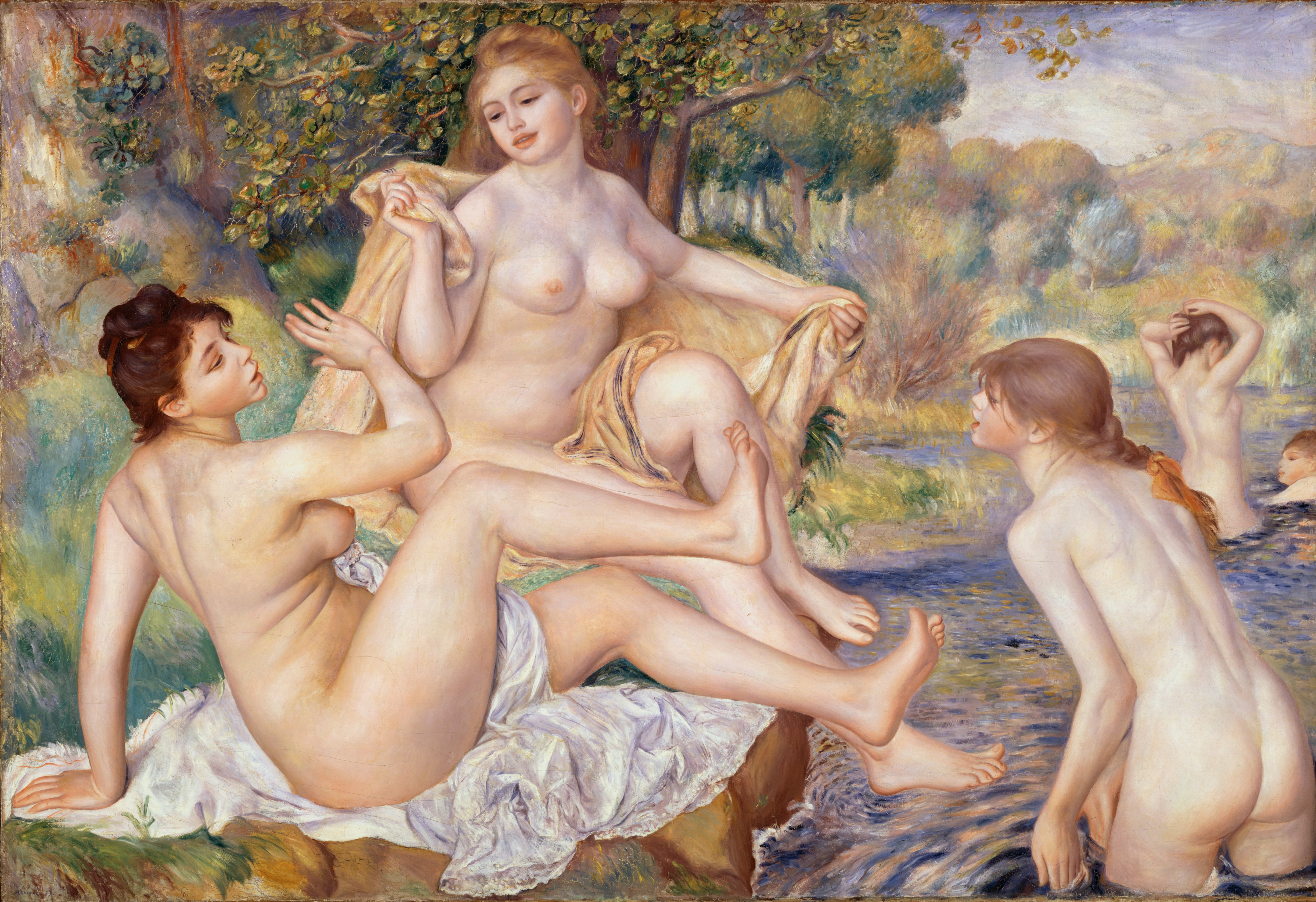
Os banhistas grandes, 1884-1887 [3] Aline center.
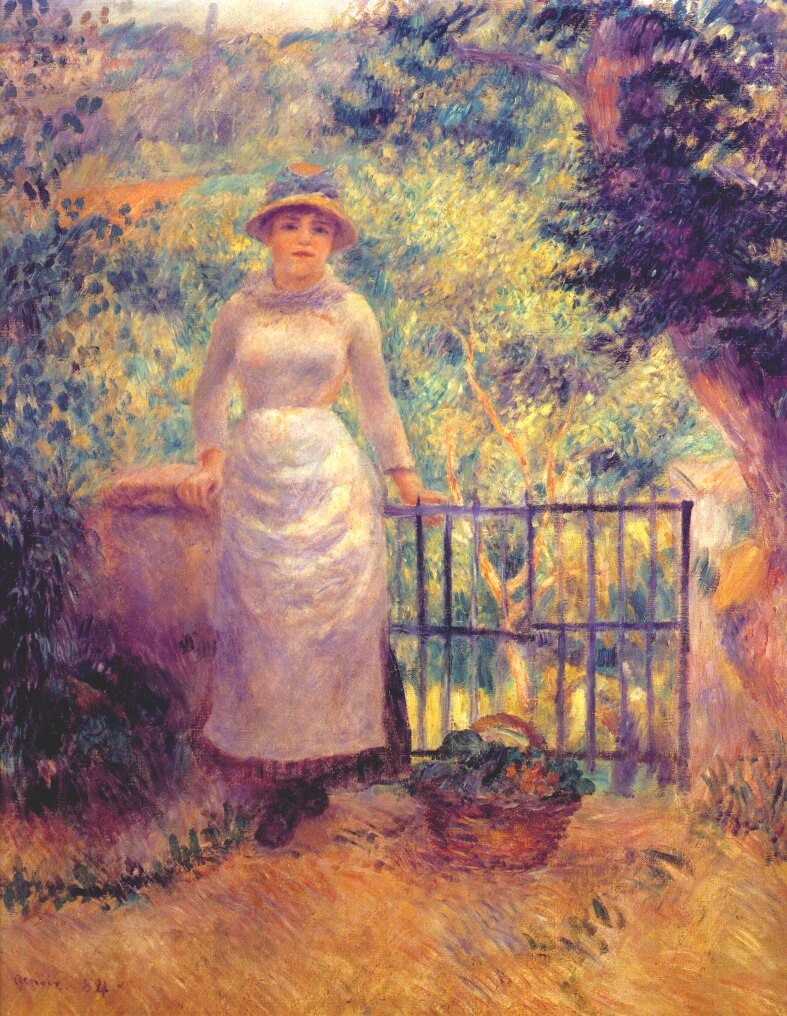
Aline no portão ou garota no jardim, 1884
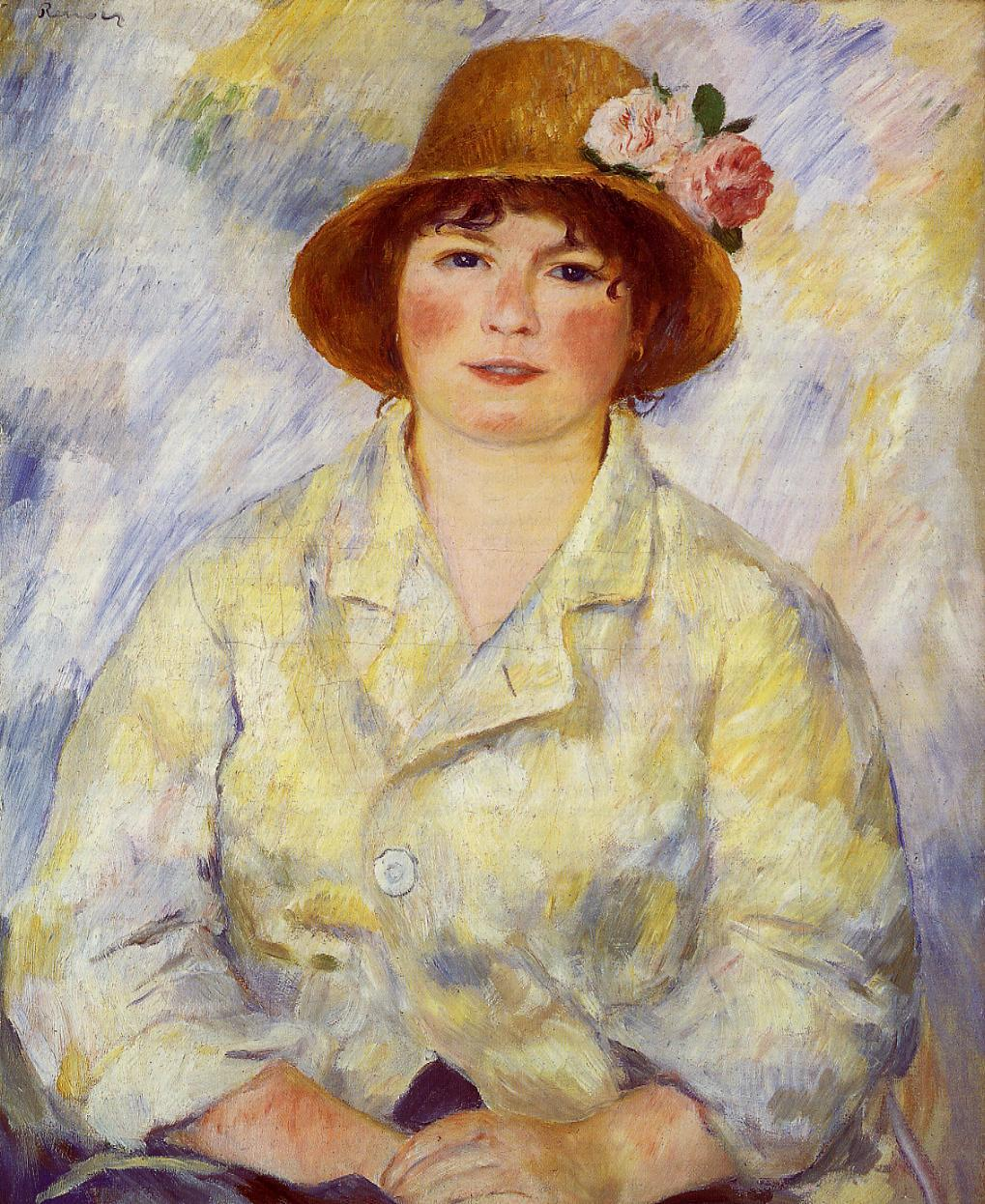
Retrato de Madame Renoir, 1885
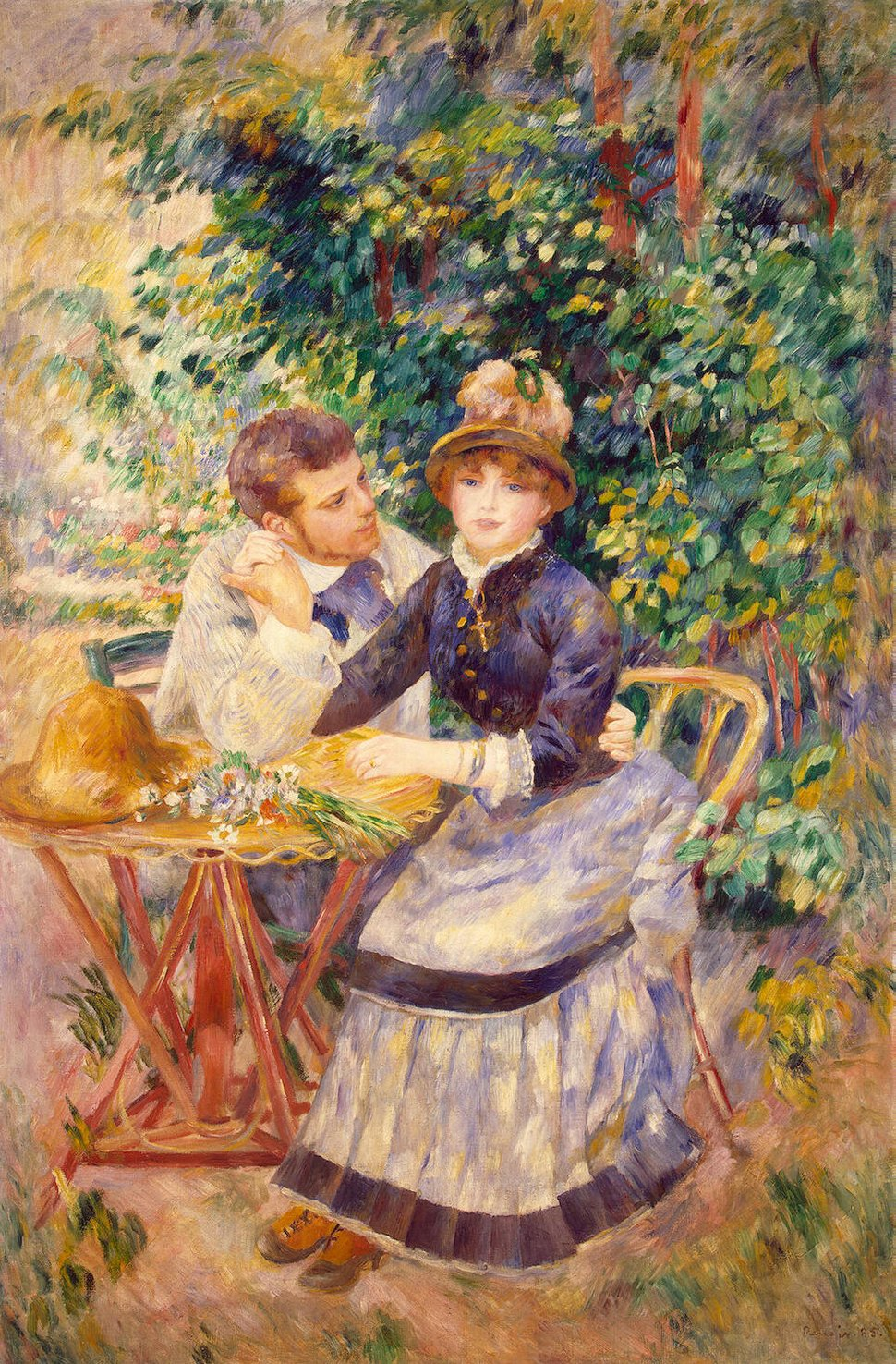
No jardim, 1885
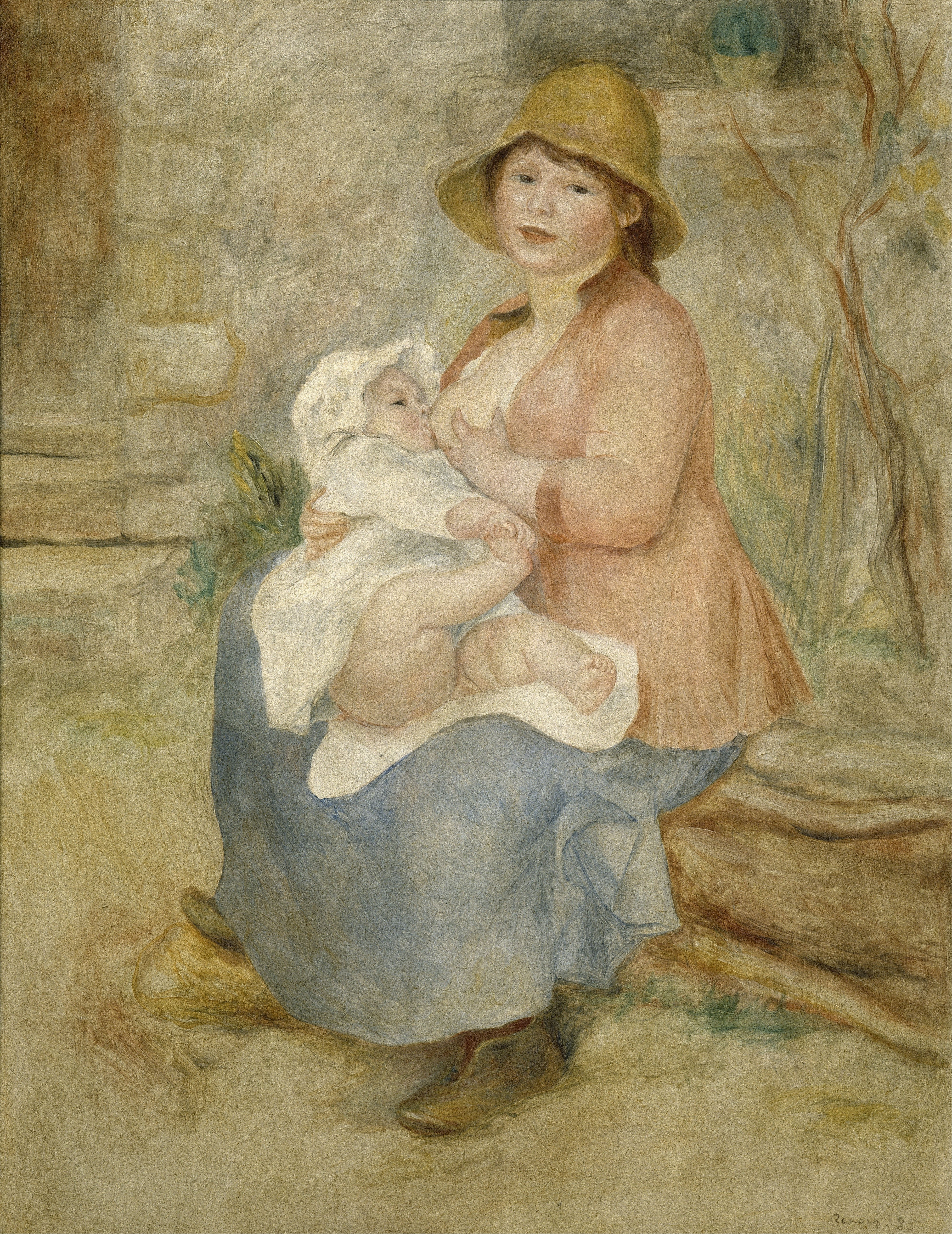
Maternidade ou criança no seio, 1885
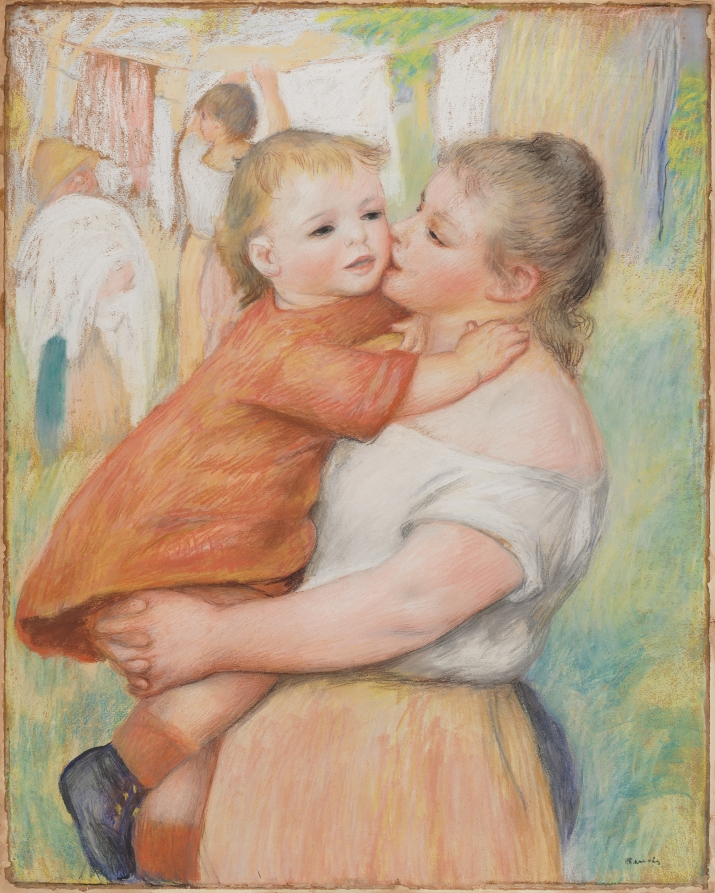
Mãe e Filho, 1886
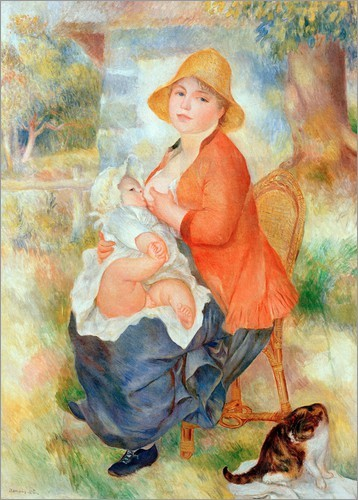
Maternidade ou Enfermagem (Aline e seu Pierre), 1886
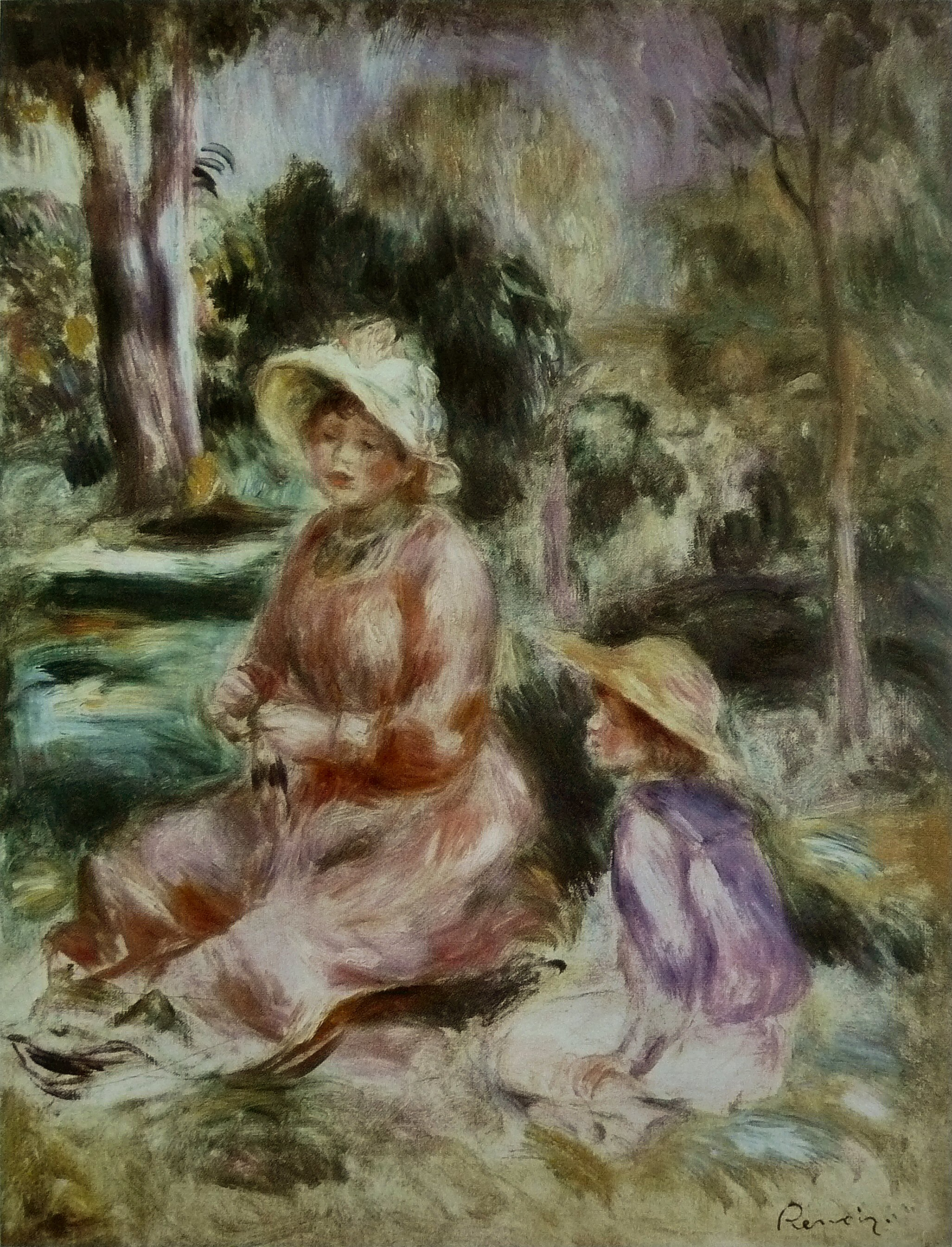
Madame Renoir e seu filho Pierre, 1890
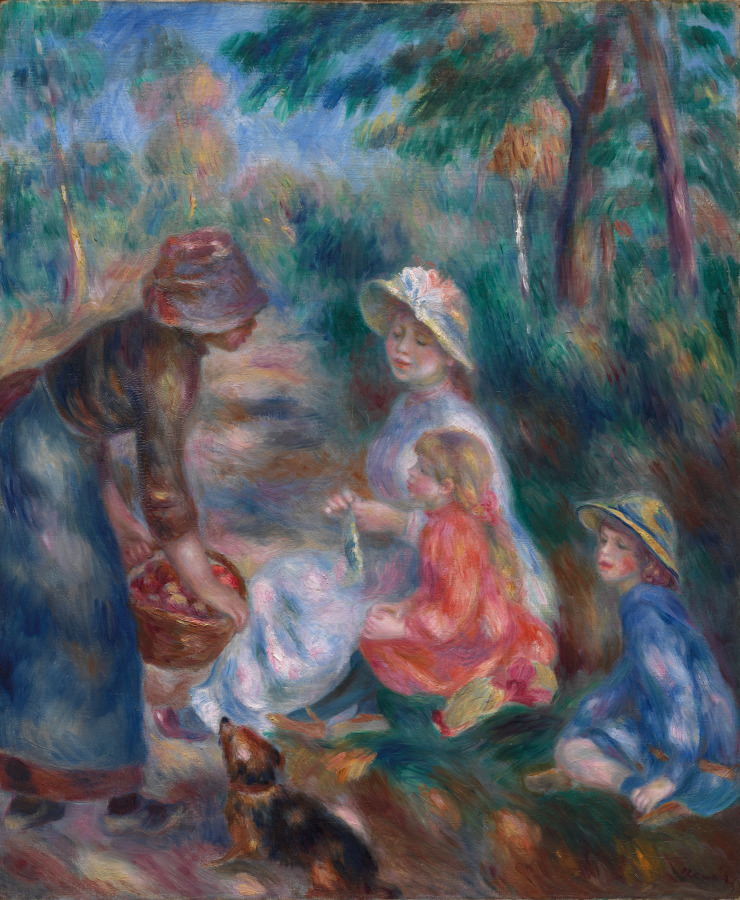
O vendedor da Apple, 1890
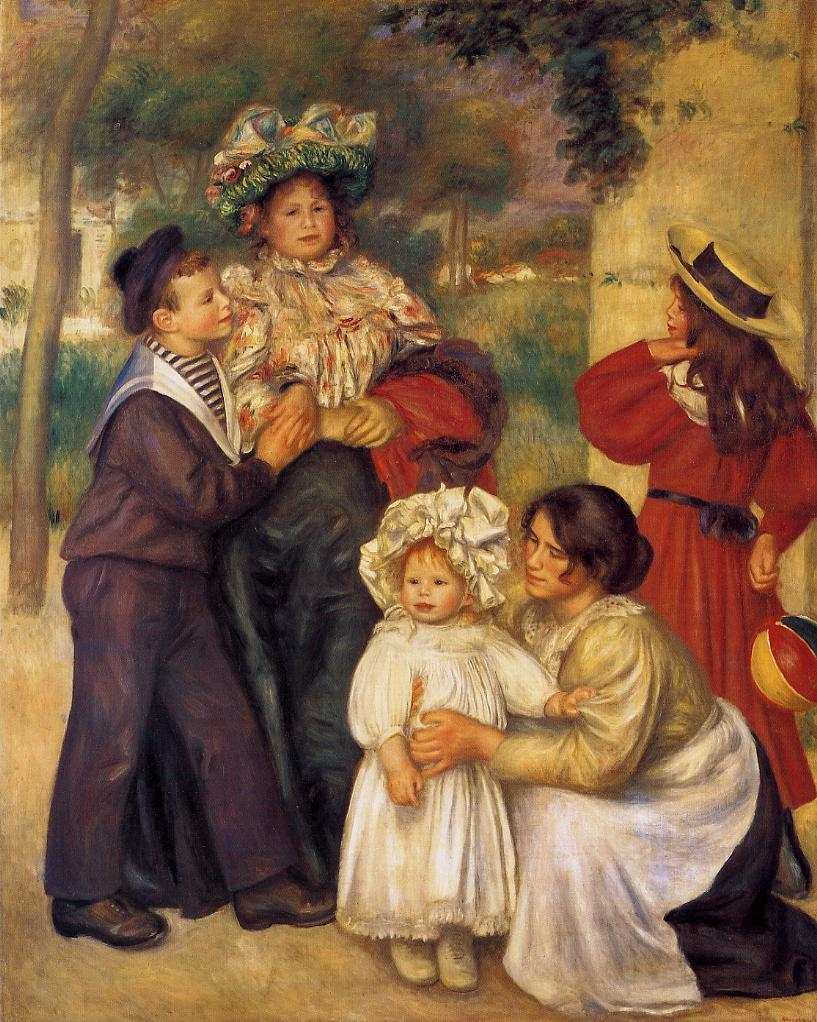
A família do artista, 1896  Aline com o chapéu.
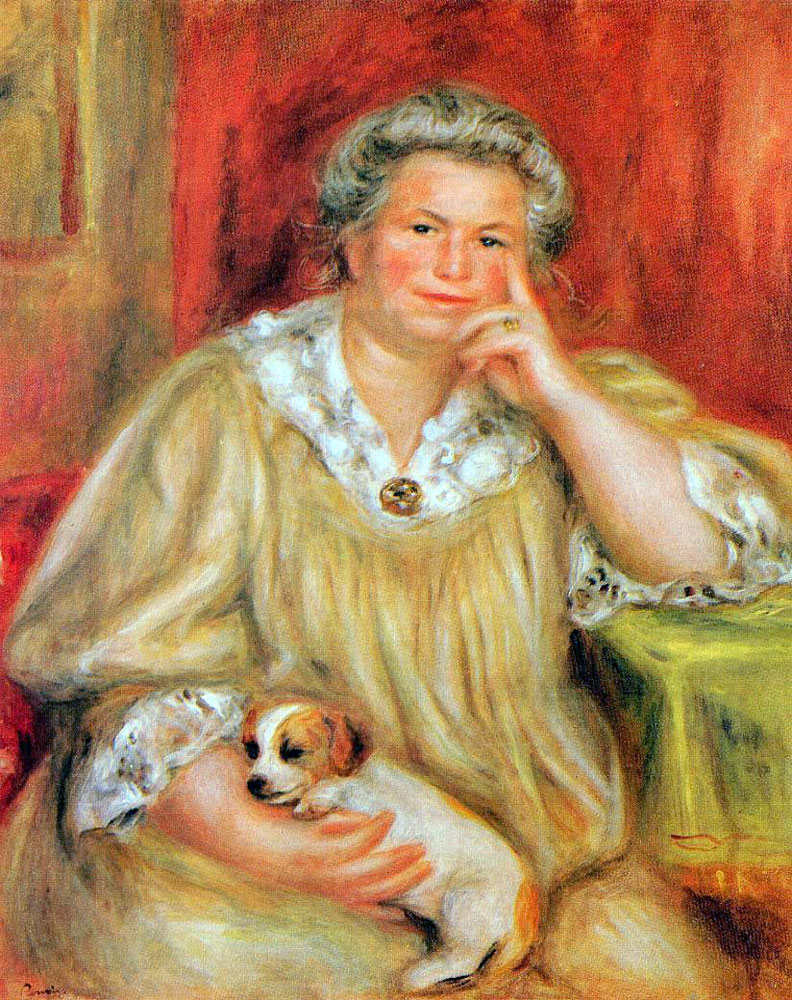
Madame Renoir e Bob, 1910